# Логор Овре Јарнван
У месту Нарвик, на северу Норвешке, током Другог светског рата се налазио нацистички логор Овре Јарнван. У том логору су за само неколико недеља страдала око 242 југословенска заробљеника, највећим делом Срби.
У близини овог логора се налазио и злогласни логор Баисфјорд.

## Историја
Током јула месеца 1942. године у Овре Јарнван је доведена група од 588 југословенских заробљеника, где је за неколико недеља побијено или умрло око 242 заробљеника. Од тог броја њих око 172 је покопано баш на месту тадашњег логора.
Међу заробљеницима највипе је било Срба из Хрватске, Србије, Босне и Херцеговине.
Власти и управа логора тадашње заробљенике нису формално третирали као ратне заробљенике, тако да нису дозвољавали ни приступ Међународном Црвеном крсту.
2011. године у јуну месецу је на месту логора Овре Јарнван, подигнут споменик страдалим заробљеницима. Том приликом присуствовали су надлежни норвешки државни органи, и представници норвешке цркве, као и амбасадор Србије и амбасадорка БиХ, као и представници Српске православне цркве, и представници Исламске заједнице у БиХ . Присуствовали су и представници македонске и немачке амбасаде у Ослу.
- У близини овог логора постојао је још један логор, логор Баисфјорд, где је 1942. године доведено око 900 заробљеника из Југославије и највећи број њих је ту убрзо и уморен (око 80%), а један део одведен у логор Орвела Јарнван.